# 恋だ!パニック
「恋だ!パニック」（英: Love Panic）は、YAWMINの2枚目のシングル。1993年10月21日にキティレコードから発売された。

## 概要
- OVA『らんま1/2』オープニングテーマ[1]。
- かつて高橋と共に久保田利伸の『GROOVIN'』のツアーに参加した桂木佐和がバックコーラスとしてレコーディングに参加している[2]。
- カップリングの「新・呪泉郷端会議録」は同アニメの早乙女乱馬（山口勝平）、天道あかね（日髙のり子）、天道なびき（高山みなみ）、天道かすみ（井上喜久子）による井戸端雑談が収録されている。

## 収録曲
1. 恋だ!パニック [3:51]
作詞・作曲：YAWMIN、編曲：中村キタロー
  - OVA『らんま1/2』オープニングテーマ[1]
2. 恋だ!パニック （オリジナル・カラオケ） [3:51]
3. 新・呪泉郷端会議録 その4 [4:31]
4. 新・呪泉郷端会議録 その5 [4:21]
5. 新・呪泉郷端会議録 その6 [4:08]

## 収録アルバム
| 曲名          | 収録アルバム                                      | 発売日        | 規格品番  | トラック番号 |
| ------------- | ------------------------------------------------- | ------------- | --------- | ------------ |
| 恋だ!パニック | 『らんま1/2 超無差別決戦!! 電影 対 影像・音楽篇』 | 1994年8月25日 | KTCR-1269 | #1           |